# Swertia pianmaensis
Swertia pianmaensis är en gentianaväxtart som beskrevs av T.N.Ho och S.W. Liu. Swertia pianmaensis ingår i släktet Swertia och familjen gentianaväxter. Inga underarter finns listade i Catalogue of Life.